# Bematistes camerunica
Bematistes camerunica är en fjärilsart som beskrevs av Aurivillius 1893. Bematistes camerunica ingår i släktet Bematistes och familjen praktfjärilar. Inga underarter finns listade i Catalogue of Life.